# 野溝美子
野溝 美子（のみぞ みこ、1975年2月15日 - ）は、日本の元アナウンサー。熊本市東区出身。熊本放送（RKK）社員で、元同局アナウンサーである。

## 来歴・人物
幼稚園生の頃からアナウンサーを志し、NHK総合の報道番組『ニュースセンター9時』を担当していた宮崎緑に憧れていた。父親の仕事の都合で、小学1年・2年を沖縄県、3・4年を福岡県で過ごした後、4年生の3学期に熊本市立健軍小学校に転入。
熊本市立東町中学校、熊本県立熊本高等学校、津田塾大学英文科卒業後、1997年にRKKに入社。同期のアナウンサーはは本田恭子。
当初はテレビ番組を中心に活動し、入社直後の1997年10月からは江越哲也が司会を務めた番組『ニュースな気分ビバ!』のサブ司会に起用される。また、2000年から2002年にかけては土曜午前に放送されていた『どよテン』に出演していた。
2003年秋から、前述の『どよテン』の司会であった先輩アナウンサーの木村和也とともに、テレビの夕方ワイド番組『RKKワイド夕方いちばん』の司会（2代目女性MC）を務めることとなる。当初は初代女性司会の長船なお美の産休・育休入りに伴う登板であったが、2004年初頭の長船の復帰と同時に木曜・金曜担当となり、2012年から2014年にかけて産休・育休による一時降板こそあるが、番組終了の2015年3月までまで永年にわたり務める。また、並行して2011年7月24日に行われた地上波テレビのデジタル放送への完全移行に向けた「地上デジタル放送推進大使」（後述）も務めていた。
2009年4月からは更に並行して『週刊山崎くん』の司会（5代目女性MC）を務める。同年11月20日放送の『夕方いちばん』内で結婚を発表し、「九州実業団対抗毎日駅伝大会」の中継録画放送により放送休止となった同年11月23日に挙式を上げた。その後2012年9月7日限りで第1子産休の為、『夕方いちばん』を、9月12日限りで『週刊山崎くん』を降板、いずれも後輩アナウンサーの柿木綾乃に引き継ぐが、前者については2013年10月23日の職場復帰後、2014年4月から復帰した。
2015年3月の『夕方いちばん』番組終了と前後して、活動の主軸をラジオに移し、2005年以来久々に担当する『午後2時5分一寸一服』火曜パーソナリティおよび、午後の帯ワイド『小松士郎のラジオのたまご』（ラジたま）の火曜アシスタントを担当することとなる。両番組とも2017年2月の第2子産休・育休入り直前まで担当した。2019年1月に職場復帰。
育休中の2017年9月改編で『ラジたま』が終了した為、ラジオの帯ワイドへは復帰とならなかったが、2020年10月に後継番組の『ラジてん』がリニューアルされた際に改めてレギュラー起用される。ここでも『夕方いちばん』以来の木村和也とのコンビでの担当となった。尚、この当時野溝はアナウンス部次長であった。
2023年の人事異動でラジオ制作部次長としてラジオ局に異動し、当時ラジオ制作部長だった、元先輩アナウンサーの江上浩子と共にRKKラジオの専属パーソナリティを兼務することとなる。この異動の折『ラジてん』を降板するが、翌2024年4月よりプロデューサーとして同番組に復帰、2025年3月の帯番組形態解消までの最後の1年間を見届けた。
産前産後休業の期間を含め28年弱にわたりアナウンサーおよびラジオパーソナリティとして活動したが、
2025年4月の組織改編と共に総務部へ異動となり、以後完全に裏方に徹することとなる。

## 嗜好・挿話
- 座右の銘は「何事からも学ぶ」。
- 局の看板アナウンサーであり実力もある一方で、若手時代から個性が強く、また先輩アナウンサーの木村和也との共演時を中心にハプニングも多かった。一例として、アナウンサー時代最末期に出演していた『ラジてん』においては、早とちりで音声カフを下げ忘れ、本来放送では流れないはずのスタジオでの会話が放送に乗ったり、会話の流れから意図せずきわどい台詞[10]を発したこともあった。

## 過去の出演・担当番組

### ラジオ

#### アナウンサー時代
- 午後2時5分一寸一服（木曜担当）
  - 1999年頃から2005年3月迄火曜日を担当しており、2015年4月より木曜担当として再びレギュラー担当に。その後産休をはさみ、2019年より三たび担当していたが、2023年3月を以て降板。
- Oh!昼もいちばん
- 美子のラジっ子クラブ
- 山崎町 おとなの時間
- RKK Count Down Cafe（2009年4月 - 2009年9月27日放送まで）
  - 2009年4月の放送開始からシンガーソングライターの野多知大輔とパーソナリティーを務めていたが、野多知が急遽音楽活動に専念せざるを得ない状況となったため、6月28日放送をもって番組を卒業。
翌週7月5日放送より単独での出演となった。しかし2009年10月からの番組リニューアルに伴い、2009年9月27日放送をもって自身も番組を卒業した。
- キムカズ・美子の土曜もいちばん!
- 小松士郎のラジオのたまご（火曜担当アシスタント、2014年4月-2017年2月）
  - 代打で水曜を担当したこともある。
- ラジてん（水曜MC、2020年9月30日 - 2023年3月29日[9]）
  - レギュラー入りする以前にも2019年1月28日[11]・11月6日[12]には木村和也、2019年4月29日[13]は須藤あきの代理として出演歴がある。後者の代打出演時には木村との共演だった為、番組冒頭で夕方いちばんのテーマ曲、They Might Be Giantsの「Yeh Yeh」が流れた。
- お話し玉手箱（日曜18:30 - 18:40）
- Dr.福田の優しい女性の医学（2020年9月23日までは毎週水曜の「ラジてん」内で放送、同年9月29日から独立番組化され火曜17:20 - 17:30）

#### ラジオ局在職時
- ニュース515（水・木担当）

### テレビ
※いずれもアナウンサー時代
- 週刊山崎くん（5代目番組MC、2009年-2012年9月12日）
  - 産休に伴いそのまま降板。
- RKKワイド夕方いちばん（月曜 - 金曜→木曜・金曜MC。2003年-2012年9月7日・2014年4月4日-2015年3月27日）
  - 2009年から2012年にかけては、レギュラーではない水曜日にも『週刊山崎くん』の番宣で出演することが多く、実質レギュラーのような状態になっていた。
- 世界陸上大阪大会応援たすきキャラバン RKK代表
- ニュースな気分ビバ!
- どよテン
- 手取本町1番1号
- みてみてテレビ

### スタッフとして

#### ラジオ
- ラジてん（プロデューサー）（2024年4月 - 2025年3月）

## 熊本地区地上デジタル放送推進大使
2011年7月24日移行時点での野溝以外のメンバーは以下のとおり。括弧内肩書は2025年現在だが、当時NHK熊本放送局に勤務していた池田伸子を除き、局アナとしては現職ではなくなっている。
- NHK熊本放送局 池田伸子（現・東京アナウンス室）
- テレビ熊本（TKU） 藤本愛英（現フリー）
- 熊本県民テレビ（KKT） 村上美香（現フリー）
- 熊本朝日放送（KAB） 舩津真弓（『インドアまゆたん』役としての出演およびナレーション以外のアナウンス業務からは完全に外れている）